# 5141 Tachibana
Az 5141 Tachibana (ideiglenes jelöléssel 1990 YB) a Naprendszer kisbolygóövében található aszteroida. Tsutomu Seki fedezte fel 1990. december 16-án.